# Fortificacions de Càndia
Les fortificacions de Càndia són unes muralles i altres estructures que envoltaven l'antiga ciutat d'Heràclion (actual Càndia) a l'illa de Creta (Grècia). Els primers murs daten de l'edat mitjana, però en l'època de la República de Venècia es van reconstruir. Les fortificacions van resistir el segon setge més llarg de la història, durant vint-i-un anys, abans que la ciutat caigués en mans dels otomans al 1669.
Les defenses d'Heràclion l'han convertida en una de les ciutats millor fortificades de la Mediterrània. Les muralles romanen pràcticament intactes fins ara, i es consideren una de les fortificacions venecianes millor conservades d'Europa.

## Història

### Muralles romanes d'Orient i àrabs
l'Imperi Romà d'Orient va erigir les primeres fortificacions en el que hui és Càndia. Els àrabs s'apoderaren de la ciutat al 824 i aleshores es convertí en la capital de l'Emirat de Creta. En aquesta època van construir un mur rajola sense coure al voltant de la població i el van envoltar amb una rasa. La nova capital passà a ser coneguda com a Rabdh al-Khandaq ('Castell de les Trinxeres').(4)
Mentrestant, els romans d'Orient intentaren recuperar Creta als àrabs per la importància estratègica. Després d'intents fallits, l'emperador Nicèfor II Focas va prendre l'illa el 961. Les fortificacions sarraïnes foren arrasades i al seu lloc es va construir un nou fort conegut com a Rokka. Amb el temps, la ciutat va créixer i els romans d'Orient construïren noves muralles en els murs àrabs. Encara es conserven algunes restes de les muralles romanes d'Orient a prop del port de Càndia.(4)

### Muralles venecianes

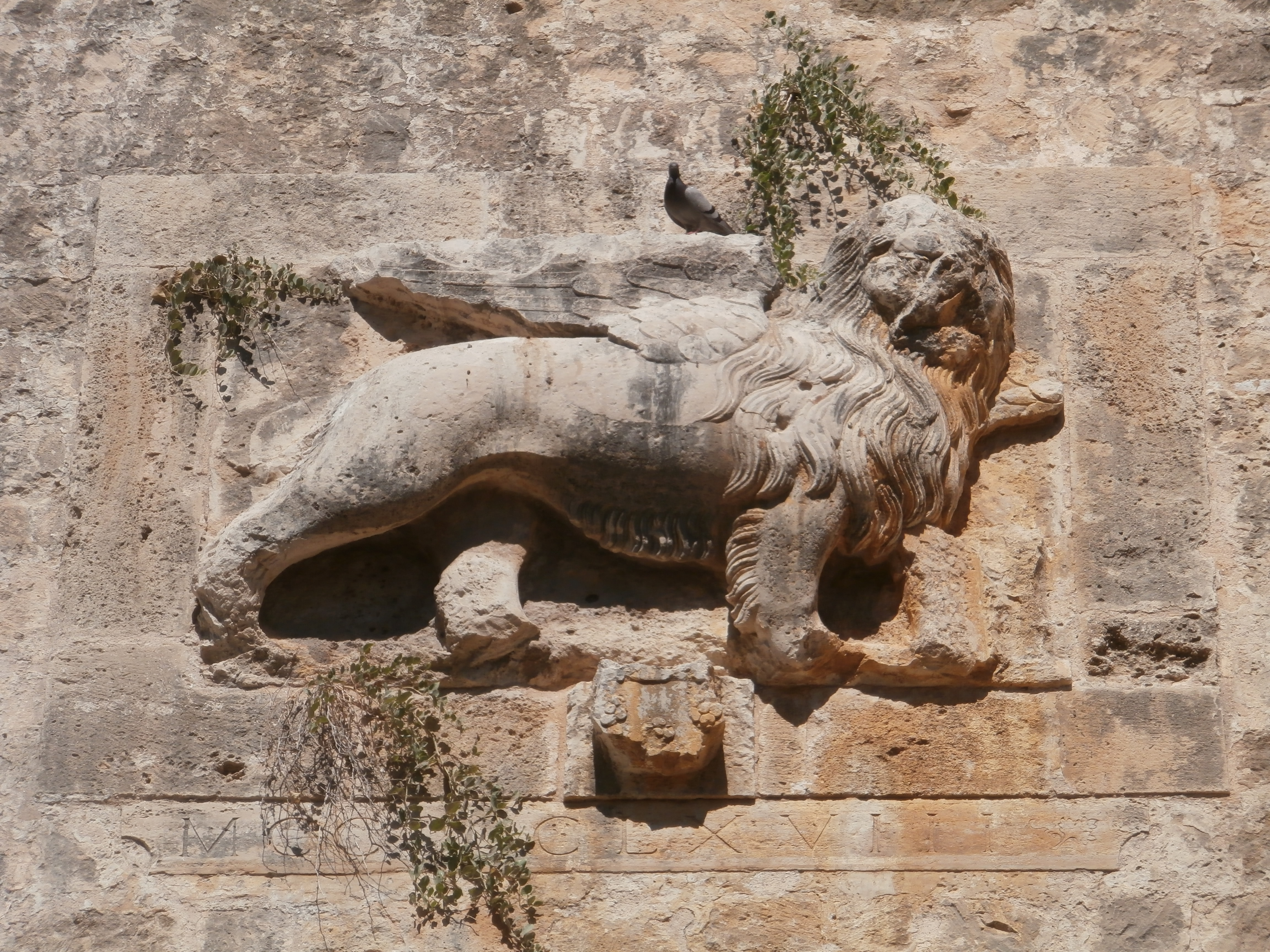
Lleó de Sant Marc al Baluard Martinengo

A la primeria del segle xiii, Càndia i la resta de Creta van caure sota control de la República de Venècia. Al principi, les muralles romanes d'Orient van romandre en ús i sofriren algunes modificacions. Després de la caiguda de Constantinoble el 1453, l'Imperi otomà es va convertir en una gran amenaça per als venecians. A causa d'aquesta pressió i del descobriment de la pólvora, van decidir construir més fortificacions al voltant de Càndia. Les obres començaren al 1462 i les muralles van trigar més d'un segle a concloure's. L'estructura se'n basava en dissenys dels arquitectes militars Michele Sanmicheli i Giulio Savorgnan. Amb el temps, les defenses es van reforçar amb obres exteriors, mentre que la Rocca al Mare (ara coneguda com a Fortalesa veneciana de Càndia) s'edificà per a protegir l'entrada del port.

### Domini otomà i història recent
La Guerra de Càndia esclatà quan l'Armada otomana arribà a Creta el 23 de juny del 1645. A l'agost, Khanià va caure en mans dels otomans, mentre que la fortalesa de Rétino va ser sotmesa el 1646. La guarnició veneciana en la capital, però, va aconseguir resistir durant vint-i-un anys, i el setge de Càndia continua sent-ne el segon més llarg de la història. La ciutat es va retre el 1669, i als venecians i a la major part de la població se'ls va permetre anar-se'n pacíficament, la qual cosa va evitar que la ciutat fos saquejada. Després d'ocupar Heràclion, els otomans van reparar i mantenir-ne les fortificacions. Els baluards van rebre noms turcs, com ara el Baluard Martinengo va passar a dir-se Giouksek Tabia. També van construir un petit fort, el «Petit Koules», al costat terrestre a prop de la seua contrapart de més grandària: el van demolir el 1936 mentre es modernitzava l'àrea urbana.(5)
Els bombardeigs aeris alemanys van danyar les muralles durant la batalla de Creta de la Segona Guerra Mundial, i posteriorment les van reparar. En acabar la guerra, algunes obres exteriors van desaparéixer per a donar pas a edificis moderns, i també es va plantejar enderrocar les muralles de la ciutat. Mai, però, es va fer i els murs romanen en gran part intactes, i formen part de les fortificacions venecianes més ben conservades d'Europa.(4)

## Descripció

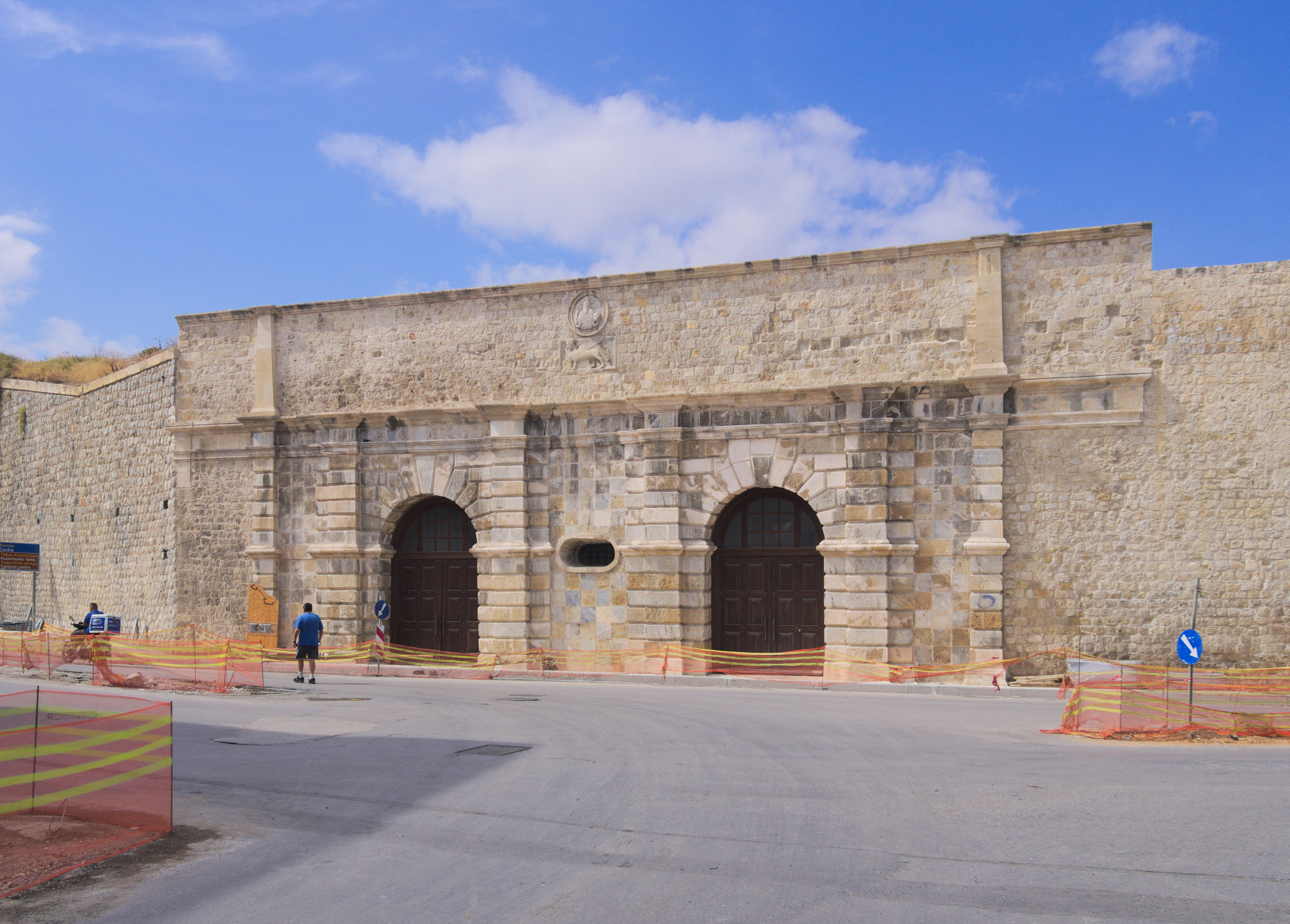
La Porta Pantokratoras

La fortificació veneciana de Càndia és un recinte gairebé triangular, el front terrestre del qual conserva set baluards. Les muralles tenien quatre portes principals i tres de militars. Tot el terreny estava encerclat per un vall i obres exteriors, com ara revellins i hornabecs. El Fort de San Demetrio, que constava d'un petit baluard i dos semibaluards, es va construir al turó de l'est de la ciutat.(3)
A hores d'ara, del recinte que donava a la mar sols es conserva l'anomenada Fortalesa Koules. El front terrestre n'està intacte, però les obres exteriors i el Fort de San Demetrio han estat destruïts. Dues de les quatre portes principals s'han preservat fins hui.